# Отец Паисий (улица във Варна)
„Отец Паисий“ е улица във Варна, намираща се в район Одесос. Носи името на Паисий Хилендарски.
Простира се между булевард „Владислав Варненчик“ и улица „Прилеп“.